# Tialgo
Tialgo est un village du département et la commune rurale de Ténado, situé dans la province du Sanguié et la région du Centre-Ouest au Burkina Faso.

## Géographie
Tialgo est une commune très étendue dont les secteurs d'habitation sont relativement dispersés sur son territoire. Elle est située, à peu près à mi-chemin, sur l'axe reliant Ténado à Kyon.